# Joost Vullings
Joost Vullings (Utrecht, 30 juli 1970) is in dienst van AVROTROS als politiek commentator voor EenVandaag en Eva. Hij levert bijdragen op televisie, radio en online. Daarvoor was Vullings geregeld te gast bij de tv-talkshows Op1 en Jinek. Hij was 11 juli 2025 voor het laatst invalpresentator van Met het Oog op Morgen.
Vullings studeerde politicologie in Leiden van 1989 tot 1996. In die stad begon hij ook zijn journalistieke carrière bij het Leids Nieuwsblad. In 1998 maakte hij de overstap naar de NOS-binnenlandredactie. Eind 2001 werd het Binnenhof zijn werkplek. Sinds 1 april 2018 is Vullings politiek verslaggever en duider voor de AVROTROS-radioprogramma’s zoals EenVandaag. 
In juni 2016 volgde hij Jos Heymans op als voorzitter van de Parlementaire PersVereniging (PPV). Hij vervulde deze functie tot voorjaar 2024.
Vullings is tevens auteur van het boek De kinderen van Pim (Lebowski, 2017). In dit boek kijken oud-LPF-Kamerleden terug op het turbulente politieke jaar 2002. Ook gaan ze uitgebreid in op hun relatie met LPF-leider Pim Fortuyn en beschouwen ze zijn politieke erfenis. De kinderen van Pim werd in september 2017 genomineerd voor de Prinsjesboekenprijs.
Samen met Max van Weezel maakte hij sinds eind 2017 de podcast De Stemming van Vullings en Van Weezel. Daarin namen ze elke vrijdag de Haagse week door met analyses, geruchten en voorspellingen over de politiek. Na het overlijden van Van Weezel in 2019 is deze podcast voortgezet met Xander van der Wulp als De Stemming van Vullings en Van der Wulp. Met hem bracht hij in juli 2024 het boek Het jaar van Caroline, Pieter en Geert. Wegens het vertrek van Van der Wulp bestaat sinds 28 maart 2025 het podcastduo uit Vullings en Marleen de Rooy en heet de uitzending De stemming van Vullings en De Rooy.
In juni 2025 werd bekend dat Vullings vanaf september presentator wordt van debat- en discussieprogramma Buitenhof.

### Bestseller 60
| Boeken met noteringen in de Nederlandse Bestseller 60 | Jaar van verschijnen | Datum van binnenkomst | Hoogste positie | Aantal weken | Opmerkingen                             |
| ----------------------------------------------------- | -------------------- | --------------------- | --------------- | ------------ | --------------------------------------- |
| Het jaar van Caroline, Pieter en Geert                | 2024                 | 17-07-2024            | 33              | 1            | in samenwerking met Xander van der Wulp |